# 蒂萨洛达尼
蒂萨洛达尼（匈牙利語：Tiszaladány）是匈牙利包尔绍德-奥包乌伊-曾普伦州所辖的一个村。总面积22.21平方公里，总人口680，人口密度30.6人/平方公里（2011年1月1日）。